# Jasień (Ustrzyki Dolne)
Jasień – dawna wieś, część miasta Ustrzyki Dolne w Polsce położona w województwie podkarpackim, w powiecie bieszczadzkim, w gminie Ustrzyki Dolne.
Leży na trasie małej i dużej pętli bieszczadzkiej.

## Historia
W 1494 roku Jan Olbracht przekazał wieś rodzinie Ustrzyckich jako nagrodę za zasługi w wyprawie bukowińskiej. Ponowna lokacja Jasienia – na prawie wołoskim miała miejsce w 1559 roku, wtedy też dosiedlono wieś ludnością wołoską. Pierwszą świątynią we wsi była cerkiew prawosławna. W 1611 roku została przekształcona w cerkiew unicką.
W 1664 Stanisław Ustrzycki, podstarości przemyski założył parafię rzymskokatolicką i ufundował drewniany kościółek. Utworzenie parafii potwierdził dyplomem król Jan Kazimierz w 1666. Z czasem parafia objęła 21 miejscowości, w tym również Ustrzyki Dolne. Obecny kościół murowany wybudowano po 1740. W 1743 nastąpiła jego konsekracja.
W II Rzeczypospolitej wieś w powiecie leskim województwa lwowskiego. W drugiej połowie września 1939 r. nacjonaliści ukraińscy z OUN dokonali tutaj licznych grabieży i napadów na polskie gospodarstwa, w tym też na plebanię. Sytuacja powtórzyła się w maju 1944 r. Zginęło 4 Polaków.
Po 28 września 1939 roku Jasień znalazł się w granicach ZSRR. Od czerwca 1941 należał do niemieckiego Dystryktu Galicja. Niemcy zgodzili się na otwarcie polskiej szkoły do której uczęszczało 43 uczniów oraz szkoły ukraińskiej, w której uczyło się 110 uczniów. W 1944 roku Jasień ponownie znalazł się w granicach ZSRR, by ostatecznie powrócić do Polski po 15 lutego 1951, w ramach regulacji granicy między PRL a ZSRR.
W latach 1952–1954 wieś była siedzibą władz gminy Jasień a 1954–1972 gromady Jasień, a w latach 1973–1994 sołectwem w gminie Ustrzyki Dolne.
Uchwałę o włączeniu Jasienia do Ustrzyk Dolnych podjęto 30 marca 1992, lecz do włączenia doszło dopiero po ponad dwóch latach, 27 czerwca 1994.